# Nunatak Manteiro
Nunatak Manteiro är en nunatak i Antarktis. Den ligger i Västantarktis. Argentina, Chile och Storbritannien gör anspråk på området. Toppen på Nunatak Manteiro är 209 meter över havet.
Terrängen runt Nunatak Manteiro är huvudsakligen kuperad, men norrut är den platt. Trakten är obefolkad. Det finns inga samhällen i närheten.